# Diavolul din Jersey

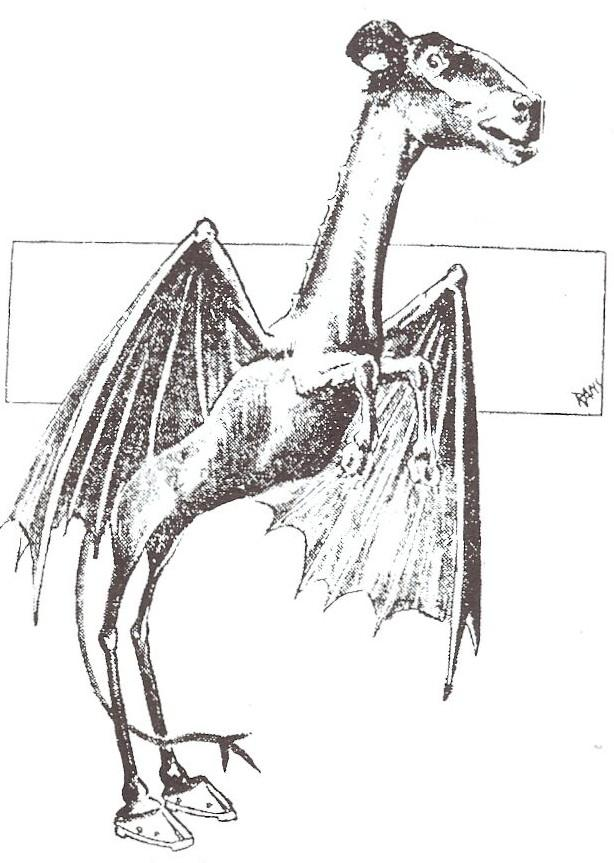
O ilustraţie a Diavolului din Jersey din anul 1909

Diavolul din Jersey (în original, în engleză Jersey Devil) este o creatură legendară despre care se crede că ar trăi în Pine Barrens din sudul statului New Jersey, Statele Unite. Majoritatea îl descriu ca un zburător biped cu copite, însă există variații.